# Renouveau sherbrookois
 (novembre 2024).
L'article doit être relu — et modifié si nécessaire — par des contributeurs indépendants pour apporter un regard critique aux contributions effectuées en violation des conditions d'utilisation de Wikipédia, tant sur la forme (notamment concernant le style encyclopédique, la proportionnalité) que sur le fond (la neutralité de point de vue, la qualité et l'indépendance des sources).
(Politique pour les contributions rémunérées | Comprendre le dépubage | En discuter)
Le Renouveau sherbrookois (RS) est un ancien parti politique municipal. Le premier chef était Bernard Sévigny, qui fut maire de Sherbrooke de 2009 à 2017 et Président de l’Union des municipalités du Québec de 2011 à 2017. À la suite de la défaire de Bernard Sévigny lors des élections municipales du 5 novembre 2017, Vincent Boutin devient le chef intérimaire du parti. Le parti fait la promotion de valeurs telles que le leadership, la transparence, la participation citoyenne, la responsabilité fiscale et le développement durable. Ils ont pu réaliser plusieurs projets pour la Ville de Sherbrooke, tels que Well Inc., la réduction du nombre d’élus et d’arrondissements, etc...
Le 1er juin 2019, les membres réunis en Assemblée générale votent la dissolution du parti politique municipal.

## Histoire du Renouveau sherbrookois

### Prélude et fondation du parti
À la suite des fusions municipales survenues au Québec en 2002, la Ville de Sherbrooke a eu de multiples défis à relever, notamment d’intégrer des centaines de nouveaux employés issus des anciennes villes, d’harmoniser les niveaux de services offerts à ses citoyens, nouveaux comme anciens et d’uniformiser les règles urbanistiques prévalant dans les villes nouvellement unies. C’est dans ce sens que l’administration du maire Jean Perrault a déposé, en 2006, son projet d’un nouveau plan d’urbanisme qui uniformiserait les règles, et ce, à la grandeur de la nouvelle ville.
En opposition à ce projet, des citoyens et des organismes communautaires se sont regroupés au sein de la Coalition Sherbrooke milieu de vie. Parmi ces organismes, on comptait la Table Ronde des Organismes Volontaire en Éducation Populaire de l'Estrie (TROVEPE) et le Regroupement Autonome des Jeunes (RAJ-Estrie).
. Un référendum sur le nouveau plan d’urbanisme alors été mis déclenché et les conseillers municipaux Diane Délisle, Robert Pouliot et Bernard Sévigny se sont rangés du côté des opposants au projet. Le dossier le plus litigieux était celui du zonage du Plateau Saint-Joseph (une zone de développement commercial située à l’ouest de Sherbrooke) qui était intégré dans le projet de plan d’urbanisme alors que les trois dissidents avaient demandé, sans succès, que cette question soit traitée séparément.
Durant la campagne référendaire, les tensions se sont accrues au sein du conseil municipal[réf. nécessaire]. Le 6 mai 2007, le plan d’urbanisme était rejeté par 57 % des électeurs. C’est à l’été suivant que les pourparlers en vue d’établir un nouveau parti municipal à Sherbrooke commencent. En janvier 2008, Bernard Sévigny est désigné comme chef intérimaire. Il est confirmé comme chef du Renouveau sherbrookois au congrès de fondation le 7 juin 2008. À l’automne suivant, le maire Perrault annonce qu’il ne se représentera aux élections prévues en novembre 2009. Malgré l’ouverture offerte par le départ du premier magistrat, un large scepticisme règne à Sherbrooke quant aux chances d’un parti politique sur la scène municipale. Il faut savoir que le dernier parti municipal sherbrookois était le Regroupement des citoyens et citoyennes de Sherbrooke (RCS) qui a fait élire deux conseillers à l’élection de 1990 avant de disparaître peu après.

### Élections municipales de 2009
Lors de la campagne de 2009, le Renouveau sherbrookois présente des candidats dans quinze des dix-neuf districts électoraux. Plusieurs engagements sont pris par la jeune parti, notamment la télédiffusion des séances du conseil municipal, la création d’un bureau de l’ombudsman, la révision de la politique de gestion contractuelle et la mise sur pied d’une commission chargée de l’examen des dépenses municipales.  La création annuelle de 100 logements sociaux, l’établissement d’un conseil municipal jeunesse, la construction d’une salle intermédiaire au centre-ville, la fondation de Commerce Sherbrooke et la gratuité du transport en commun pour les enfants de moins de douze ans figuraient également parmi les propositions du parti.[réf. souhaitée]  Les conseillers Robert Pouliot (Ascot) et Diane Délisle (Deauville) sont réélus alors que Bruno Vachon (Châteaux-d’Eau) fait son entrée au conseil municipal. À la mairie, Bernard Sévigny affronte François Godbout, Hélène Gravel, Moustapha Saboun et Denis Pellerin. Le 11 novembre, Bernard Sévigny l’emporte avec 34,42 % soit par 122 voix de plus que sa principale rivale, Hélène Gravel.
Avant le terme de ce premier mandat, trois conseillers indépendants choisissent de se joindre au Renouveau sherbrookois. Mariette Fugère, conseillère dans Pin-Solitaire, a été la première à faire le saut le 20 février 2013. Puis, c’est le Président du conseil exécutif et conseiller du Centre-Sud, Serge Paquin, qui adhère au parti le 20 mai. Quelques semaines plus tard, Louisda Brochu, conseiller dans Lavigerie, annonce qu’il se présentera sous la bannière du Renouveau sherbrookois au scrutin subséquent.

### Élections municipales de 2013
En 2013, le Renouveau sherbrookois choisit de centrer sa campagne sur une réforme de la gouvernance de la ville. La réforme présentée pendant les élections prévoyait l’abolition de sept sièges de conseillers, la réduction de six à quatre du nombre d’arrondissements et la centralisation de la gestion des parcs et loisirs, une réforme dont l'objectif était de réaliser des économies annuelles de 2 millions de dollars en plus d’une gestion optimisée.
Cette fois, des candidats du parti sont présentés dans tous les districts de la Ville. Le 3 novembre, quatre nouveaux conseillers sont élus sous la bannière du Renouveau sherbrookois. Dans l’arrondissement de Fleurimont, Danielle Berthold devient conseillère de Desranleau tandis que Vincent Boutin l’emporte dans Quatre-Saisons. Au sein de l’ancienne Ville de Sherbrooke, Nicole A. Gagnon est élue par les citoyens de la Croix-Lumineuse et Christine Ouellet devient la représentante du district de Beckett. Quant au maire Bernard Sévigny, il est le choix de 73,39 % des suffrages exprimés face à ses trois adversaires. Au total, dix candidats du Renouveau, dont le maire, sont élus au conseil municipal de Sherbrooke sur un total de vingt sièges. Le comité exécutif formé au lendemain des élections est composé de Serge Paquin à la présidence, de Bruno Vachon et des élus indépendants Rémi Demers et Chantal L’Espérance.
La réforme de la gouvernance est votée le 3 mars 2014 par 17 élus contre 3. Le projet de loi est ensuite adopté à l’Assemblée nationale via un projet de loi privé parrainé par le député de Sherbrooke, Luc Fortin  L’arrondissement Rock Forest-Saint-Élie-Deauville est fusionné avec l’arrondissement de  Brompton, et les arrondissements du Mont-Bellevue et de Jacques-Cartier sont regroupés pour former un seul arrondissement dont les limites sont celles de la Ville de Sherbrooke d’avant les fusions municipales. Conséquemment, le nombre de conseillers à la Ville de Sherbrooke lors des élections de 2017 sera de 14, soit 5 de moins qu’en 2013.

## Élus du Renouveau sherbrookois de 2013 à 2017

### Diane Délisle

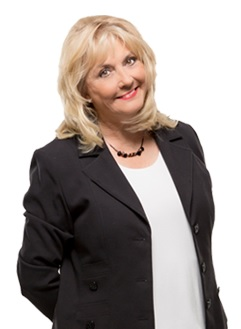
Diane Délisle en 2013

Diane Délisle est conseillère municipale du district de Deauville, ainsi que membre fondatrice du parti politique municipal du Renouveau sherbrookois. Elle occupe également les fonctions de présidente du conseil d’arrondissement de Rock Forest–Saint-Élie–Deauville et de présidente du comité de développement social et communautaire de Sherbrooke.

#### Biographie
Née le 12 octobre 1951 dans la municipalité de Saint-Isidore-de-Clifton, dans la MRC du Haut-Saint-François, Diane Délisle s’inscrit à un cours d’informatique à la suite de l’obtention de son diplôme d’études secondaire en 1969.
Alors qu’elle choisit de lancer sa carrière dans le domaine du courtage en immobilier, elle complète une formation collégiale en droit immobilier et communication en 1990. Elle poursuit sa carrière dans ce domaine à titre de travailleuse autonome depuis 1991.
Mariée à Émile Nothomb, elle est également mère de deux enfants et de deux petits-enfants.

#### Carrière politique
Diane Délisle est élue pour la première fois en qualité de conseillère municipale en 1997 dans la municipalité de Deauville, dans le cadre d’une élection partielle à la suite de la démission de son prédécesseur. Lors du scrutin général de l’année suivante, son mandat est reconduit et sera effectif jusqu’à la dissolution de la municipalité dans le cadre des fusions municipales de 2002.
Au sein de la nouvelle ville de Sherbrooke, elle gagne les élections de 2001 et de 2005 à titre de conseillère indépendante, dans le district de Deauville de l’arrondissement Rock Forest–Saint-Élie-Deauville.
En 2007, dans le contexte du litigieux dossier de l’élaboration du nouveau plan d’urbanisme, Diane Délisle, Robert Pouliot et Bernard Sévigny se rangent parmi les opposants au projet présenté par l’administration mené par le maire Jean Perrault. À la suite du rejet du plan d’urbanisme par 57% des voix, les trois conseillers fondent le Renouveau sherbrookois ; un nouveau parti municipal.
Au sein de ce nouveau parti, Diane Délisle remporte de nouveau son siège avec 75,8 % des voix lors de l’élection de 2009, contre son opposant Kevin Côté, du parti Comme une eau terre. En 2013, elle remporte une fois de plus l’élection sous la bannière du Renouveau sherbrookois avec 52,4 % des voix, contre la candidate indépendante Pascale Doré et contre Kevin Côté.
Au cours de ses différents mandats, elle a entre autres effectué un passage marqué au sein du Comité de la culture, dont elle fut présidente. Parmi les dossiers qu’elle a traités, notons la réalisation du Centre des Arts de la Scène Jean-Besré (CASJB).
Depuis l’élection de 2013, Diane Délisle est également présidente du conseil d’arrondissement de Rock Forest–Saint-Élie-Deauville, de même que présidente du comité de développement social et communautaire. Elle siège au comité consultatif d’urbanisme, au comité de sécurité publique et est membre de l’organisme paramunicipal Destination Sherbrooke.

### Robert Pouliot

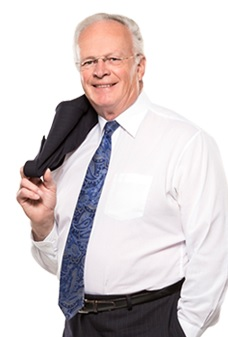
Robert Pouliot en 2013

Robert Pouliot est né à Saint-François-Xavier-de-Brompton le 18 septembre 1943. Il est père de 5 enfants et grand-père de 13 petits-enfants. Il est conseiller municipal du district d’Ascot depuis 2002.

#### Biographie
Robert Pouliot est diplômé du Séminaire de Sherbrooke, de l’Institut de Technologie de Sherbrooke en électronique et du Dan River Institute of Management en administration et gestion de personnel.
De 1984 à 2001, il est membre du conseil d’administration de l’Union des Municipalités du Québec. Il passe d’ailleurs treize ans au sein du comité exécutif de l’organisme, soit de 1988  à 2001. Il travaille à la mise  sur pied du service d’achats regroupés des municipalités membres de l’UMQ ainsi qu’à la création de la mutuelle d’assurance des municipalités.
De 1979 à 2002, il est maire de l’ancienne municipalité d’Ascot. Après la fusion des municipalités en 2002, il devient conseiller municipal du district d’Ascot. En 2005, il est réélu à 61 % contre Moustapha Saboun et Alexandre Lavallée. En 2008, il devient l’un des membres fondateurs du Renouveau sherbrookois, avec ses collègues Diane Delisle, Bruno Vachon et Bernard Sévigny, actuel maire de la ville de Sherbrooke et chef du parti. Il est réélu sans opposition en 2009 puis à 61 % contre Edwin Moreno et Carlos V. Buck en 2013.
Dans le cadre de son mandat 2013-2017, Robert Pouliot est membre du comité consultatif d'urbanisme, du comité de démolition, du comité des relations interculturelles et de la diversité, de la Société de transport de Sherbrooke et du Conseil Régional de l’Environnement de l’Estrie . Il est également président de l’Office Municipal d’Habitation de Sherbrooke (OMHS) et représentant de l’Estrie au regroupement des Offices municipaux d'habitation du Québec (ROHQ). Durant sa carrière politique, Robert Pouliot a travaillé avec son collègue David Price pour créer, le 13 avril 1987, la Chambre de commerce de Lennoxville-Ascot.
Le district d’Ascot est reconnu pour sa qualité de vie remarquable grâce à un environnement riche, une offre de loisirs de qualités, un dynamisme senti et un caractère multiculturel vivant où des citoyennes et des citoyens immigrants en provenance de 51 pays parlent au-delà de 35 langues et dialectes.
En dehors de sa carrière politique, Robert Pouliot est homme d’affaires, commerçant et administrateur. Il est cofondateur de Bureaulab (Groupe Novexco) et président-directeur général d’Équipements de bureau Bob Pouliot Inc.

### Nicole Aubin-Gagnon

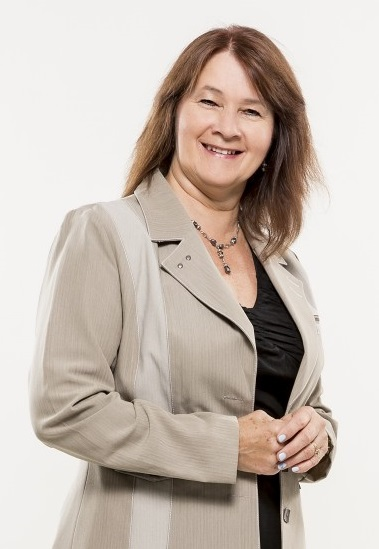
Nicole Aubin-Gagnon en 2013

Nicole Aubin Gagnon est conseillère municipale du district de la Croix-Lumineuse depuis 2013.

#### Biographie
Née le 7 octobre 1956 à Sherbrooke, Nicole Aubin Gagnon a grandi au Centre-Ville de cette même ville jusqu’à l’âge de 12 ans, moment où sa famille déménage dans le quartier qui deviendra celui qu’elle représente actuellement au conseil de ville de Sherbrooke.
Mère de quatre enfants et marié avec Luc Gagnon depuis le 3 décembre 1977, madame Gagnon a toujours été impliquée dans sa communauté. Elle a, entre autres, été présidente du comité de parents de l’école Sylvestre, membre du comité soccer Les Vikings, elle a aussi effectué deux mandats de trois ans comme marguillière en plus de faire partie du comité Commun’action et d’organiser des activités avec les gens de la paroisse Sainte-Jeanne-D’arc. Nicole Aubin Gagnon a également été présidente du comité du regroupement du Bingo Abénaquis de 2003 à 2009 et administratrice au Centre communautaire de loisirs Sherbrooke.

#### Carrière politique
C’est à la suite de ces nombreuses implications bénévoles et après une carrière de 36 ans à la Régie du logement, comme préposée aux renseignements, qu’elle choisit de se lancer en politique municipale en 2013. C’est sous la bannière du Renouveau sherbrookois, au côté du maire actuel de la ville de Sherbrooke, Bernard Sévigny, qu’elle se fait élire le 3 novembre 2013.
Depuis son élection, madame Aubin Gagnon occupe plusieurs fonctions au sein de nombreux comités de la ville. Elle siège, entre autres, sur le comité de la culture, du développement social et communautaire ainsi que sur le comité de démolition. Elle est également membre de l’Office municipal d’habitation de Sherbrooke, elle est représentante du comité du parc du Mont-Bellevue et de la Corporation de développement économique.
Malgré les changements dans la gouvernance et la refonte de la carte électorale en vue de l’élection de 2017, Nicole Gagnon souhaite se représenter à nouveau. Elle compte se faire élire dans le nouveau district qui sera créé sur les vestiges des anciens districts de la Croix-Lumineuse et de l’Université.

### Vincent Boutin
Vincent Boutin est un ancien conseiller municipal du district des Quatre-Saisons et le directeur général de La Grande Table. Originaire de Sherbrooke, il se distingue par son esprit rassembleur et son éthique de travail. Le 22 janvier 2025, il soumet sa candidature à la mairie de Sherbrooke pour les élections municipales prévues en novembre 2025. 

### Christine Ouellet

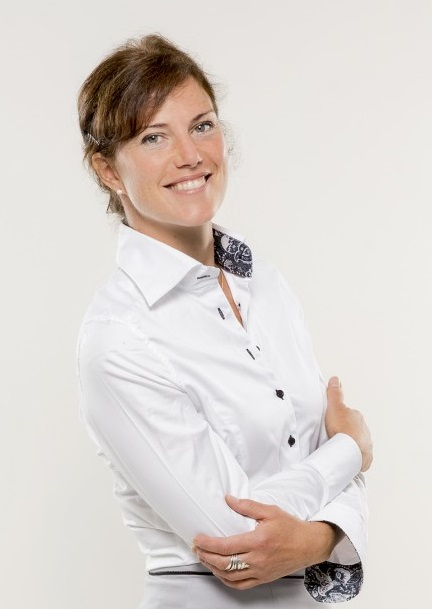
Christine Ouellet en 2013

Christine Ouellet est conseillère municipale du district de Beckett, dans l’arrondissement de Jacques-Cartier. Elle est présidente du comité de l’environnement et du comité consultatif en développement social et communautaire de l’Arrondissement de Jacques-Cartier.

#### Biographie
Née le 15 février 1974 à Montmagny, elle a d’abord étudié en sciences humaines au Cégep entre 1989 et 1993, pour ensuite cheminer en sciences pures. Elle poursuit ensuite une technique en horticulture, de 1994 à 1995, à St-Hyacinthe. Elle cesse ensuite ses études pour voyager, pour finalement poursuivre un baccalauréat en agronomie à l’Université de Laval, de 1996-1999. Elle devient ensuite inspectrice des fermes biologiques et poursuit simultanément une formation en anglais. Elle est aussi mère de deux jeunes enfants, et son conjoint est Sébastien Meunier.
Ayant fait carrière essentiellement dans le monde de l’agronomie et de l’horticulture, elle a d’abord travaillé en tant que professionnelle de recherche en agronomie en 1999 puis comme agente de certification biologique de 2000 à 2012. Par ailleurs, elle a été copropriétaire chez l’entreprise québécoise William J. Walter, situé à Sherbrooke au Marché de la Gare entre 2011 et 2013.

#### Carrière politique
En 2013, Mme Christine Ouellet a posé sa candidature à titre de conseillère du District de Beckett, dans l’arrondissement de Jacques-Cartier, où elle a alors obtenu 39.33 % des votes. Les autres candidates ont obtenu de leur côté, pour le même district, 33,86 % pour Louise Allard, et 26,81 % pour Nathalie Goguen. C’est donc au sein du Renouveau sherbrookois que Christine Ouellet fait son entrée dans la politique municipale.
Dans le cadre de son mandat 2013-2017, elle œuvre au sein de trois comités municipaux. Elle est membre du comité consultatif agricole, de même que présidente du comité de l’environnement et du comité consultatif en développement social et communautaire de l’Arrondissement de Jacques-Cartier. Christine est également active au sein de plusieurs autres comités régionaux :  
- Déléguée du Conseil de gouvernance de l'eau des bassins versants de la rivière Saint-

François (COGESAF)
- Déléguée du comité local de bassin versant
- Représentante du comité directeur Québec Vermont
- Administratrice déléguée à la Commission régionale sur les ressources naturelles et les territoires (CRRNT) de l'Estrie

### Danielle Berthold

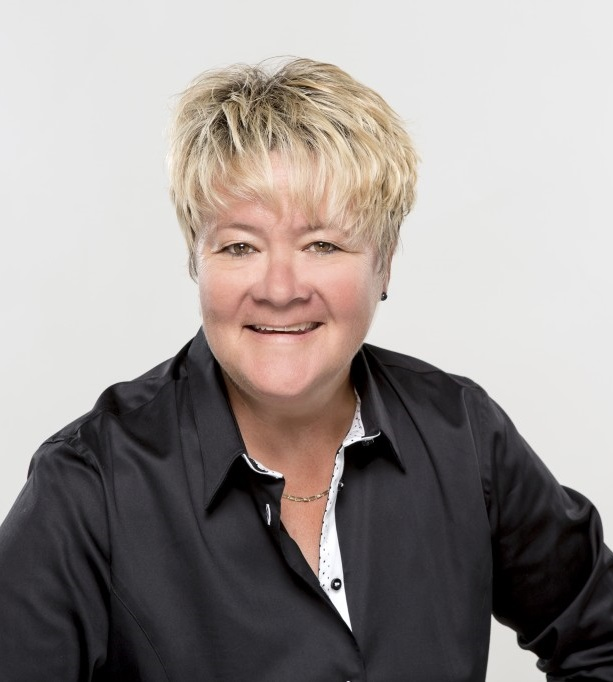
Danielle Berthold en 2013

Danielle Berthold est née à Sherbrooke en 1962. Elle conseillère municipale dans le district de Desranleau, dans  l’arrondissement de Fleurimont, depuis novembre 2013.

#### Biographie
Danielle Berthold est la fille de Roméo Berthold et de Rita Charland. Elle œuvre dans le domaine des communications depuis 1978. Elle a notamment occupé les fonctions d’animatrice, de recherchiste, de rédactrice et de conseillère publicitaire. En date de décembre 2016, elle œuvre pour Cogeco Média, qui opère à Sherbrooke les stations Rythme FM et la radio parlée 107,7 FM.

#### Carrière politique
Lors des élections municipales de 2013, avec 44 % du vote, Danielle remporte la majorité des voix et est élue conseillère municipale dans le district de Desranleau, dans l’arrondissement de Fleurimont. Son plus proche rival, le conseiller sortant Jean Guy Demers, récolte 37 % des voix, alors que Pascal Cyr ferme la marche avec 19 % des voix.
Dans le cadre de son mandat 2013-2017, Danielle agit à titre de vice-présidente de la Société de transport de Sherbrooke, elle est membre de l’organisme paramunicipal Destination Sherbrooke, ainsi que membre associée d'Animation centre-ville de Sherbrooke. Elle est également représentante de la Corporation de revalorisation du site de la mine d'Ascot, ainsi que membre substitut au comité de démolition de la Ville.